# Сомалийско-французские отношения
Сомалийско-французские отношения — двусторонние дипломатические отношения между Сомали и Францией.

## История
Двусторонние отношения между странами были установлены вскоре после провозглашения независимости Сомали в 1960 году. Французское правительство открыло посольство в Могадишо, а Сомали разместило посольство в Париже. В июне 1993 года французское посольство в Могадишо было закрыто вскоре после начала гражданской войны в Сомали. В последующие годы Франция поддерживала дипломатические отношения с Переходным национальным правительством и его правопреемником Переходным федеральным правительством. Франция также поддерживает мирные инициативы по разрешению сомалийского кризиса со стороны Европейского союза и международного сообщества.
В августе 2012 года было создано Федеральное правительство Сомали, что было благожелательно воспринято правительством Франции, которое подтвердило неизменную поддержку правительству Сомали, территориальной целостности и суверенитета этого государства.
После значительного улучшения ситуации с безопасностью в Сомали французские власти в январе 2014 года назначили Реми Марешо в качестве посла Франции. В июле 2017 года послом Франции в Сомали стал Антуан Сиван.